# Dicrocaulon microstigma
Dicrocaulon microstigma är en isörtsväxtart som först beskrevs av L. Bol., och fick sitt nu gällande namn av H.-d. Ihlenfeldt. Dicrocaulon microstigma ingår i släktet Dicrocaulon och familjen isörtsväxter. Inga underarter finns listade i Catalogue of Life.